# Phrygionis marta
Phrygionis marta là một loài bướm đêm trong họ Geometridae.